# Універсалії
Універса́лії (від лат. universalis «загальний») — в схоластиці загальні, видові та родові поняття. Питання про існування чи неіснування універсалій було одною з основних тем диспутів середньовічних філософів. Залежно від відповіді на це питання існували філософські напрями, які отримали назви номіналізму, реалізму та, пізніше, концептуалізму.

## Проблема універсалій
Як існують універсалії?
- Реально (реалізм)
  - До речей як ідеї (крайній) — Платон
  - У речах як сутність (поміркований) — Арістотель
- Номінально (номіналізм)
  - У свідомості як поняття (концептуалізм)
  - Як знаки (локалізм)